# 분닥 세인트
《분닥 세인트》(The Boondock Saints)는 미국에서 제작된 트로이 듀피 감독의 1999년 액션, 범죄, 드라마 영화이다. 또한 분닥 세인트에는 윌렘 대포 등이 주연으로 출연하였고, 로이드 세건 등이 제작에 참여하였다.
또한 이 영화는 부정적인 평가를 받았으나 궁극적으로 미합중국 비디오 판매 수로 대략 50,000,000 달러의 수익을 거두었다. 이 영화의 후속작은 2009년에 개봉된 영화 《분닥 세인트 2》이며 3번째 영화는 2015년 기준으로 제작 중이다.

## 출연

### 주연
- 윌렘 대포
- 숀 패트릭 프레너리
- 노만 리더스
- 데이빗 델라 로코
- 빌리 코놀리

### 조연
- 밥 말리
- 브라이언 마호니
- 제라르 파케스
- 데이빗 페리
- 카를로 로타

## 기타
- 공동제작: 리처드 J. 진먼
- 공동제작: 마크 맥게리
- 미술: 로버트 드 비코
- 의상: 게일 프랭클린
- Ass-PD: 사라 캐스퍼
- 배역: 로라 케네디

## 박스 오피스
초기에 이 영화는 5개 극장에서 겨우 $30,471의 수익을 거두었다.

## 비디오 게임
이 영화에 기반한 비디오 게임의 개발이 예정되었으나 나중에 취소되었다.